# Aromatum Chaos
L'Aromatum Chaos è una struttura geologica della superficie di Marte.